# Ruslan Nosirov
Ruslan Nosirov (russisch Руслан Насыров Ruslan Nasyrow; * 3. Dezember 1986) ist ein ehemaliger usbekischer Sommerbiathlet in der Disziplin Crosslauf.

## Sportliche Karriere
Erstmals international in Erscheinung trat er 2003 bei den Junioren-Weltmeisterschaften im italienischen Forni Avoltri. Sein bestes Ergebnis bei dortigen vier Starts war Rang 17. Ein Jahr später belegte er bei wiederum vier Starts in Osrblie Platzierungen zwischen Rang neun und zwölf. Noch erfolgreicher verlief die Junioren-Weltmeisterschaft 2005 in der nordfinnischen Gemeinde Muonio: Im Sprint wurde er Zehnter, in der Verfolgung Fünfter und im Massenstart Sechster. Mit der Staffel, zu der neben ihm auch Murod Hodjibayev und Anusar Yunusov gehörten, gewann er sogar die Silbermedaille. Die größten Erfolge bei Junioren-Weltmeisterschaften erreichte Nosirov 2006 in der russischen Stadt Ufa. Dort sicherte er sich den ersten Platz und somit die Goldmedaille im Sprint sowie den zweiten Rang in der Verfolgung; zudem beendete er das Massenstart-Rennen als Fünfter. Auch 2007 im estnischen Otepää konnte er eine Medaille gewinnen, diesmal Silber im Massenstart. Im Sprint wurde der Usbeke Sechster. Darüber hinaus kam er in der Mixedstaffel zum Einsatz und verpasste mit Dilafruz Imomhusanova, Zarema Mamedova und Anusar Yunusov auf Rang vier nur knapp die Medaillen.
Seit dem Jahr 2008 war Nosirov im Seniorenbereich aktiv. Bei der Weltmeisterschaft gleichen Jahres in Haute-Maurienne gewann er hinter dem Russen Alexei Katrenko und dem Kasachen Dias Keneschow die Bronzemedaille, während er im Sprint den vierten Platz belegte. Besonders erfolgreich verliefen für ihn auch die asiatischen Meisterschaften 2008 im kirgisischen Tscholpon-Ata. Dort gewann er mit dem Sprint, der Verfolgung und dem Einzel alle drei Rennen der Männerkonkurrenz. Sein international erfolgreichstes Jahr erlebte Nosirov jedoch 2009: Mitte August wurde er in der tschechischen Stadt Nové Město na Moravě zunächst Europameister im Massenstart und sicherte sich zudem die Bronzemedaille im Sprint. Nur wenige Wochen später krönte er sich Ende September bei den Weltmeisterschaften in Oberhof mit der Goldmedaille in der Verfolgung sowie dem zweiten Platz im Sprint. 2012 im slowakischen Osrblie und 2012 im estnischen Haanja folgten zwei weitere Silber- und eine Bronzemedaille in Verfolgung und Sprint.
Nosirov nahm auch an Rennen des IBU-Sommercup teil und erreichte dabei 2011 und 2012 insgesamt drei Podestplatzierungen.